# Kelly Bag

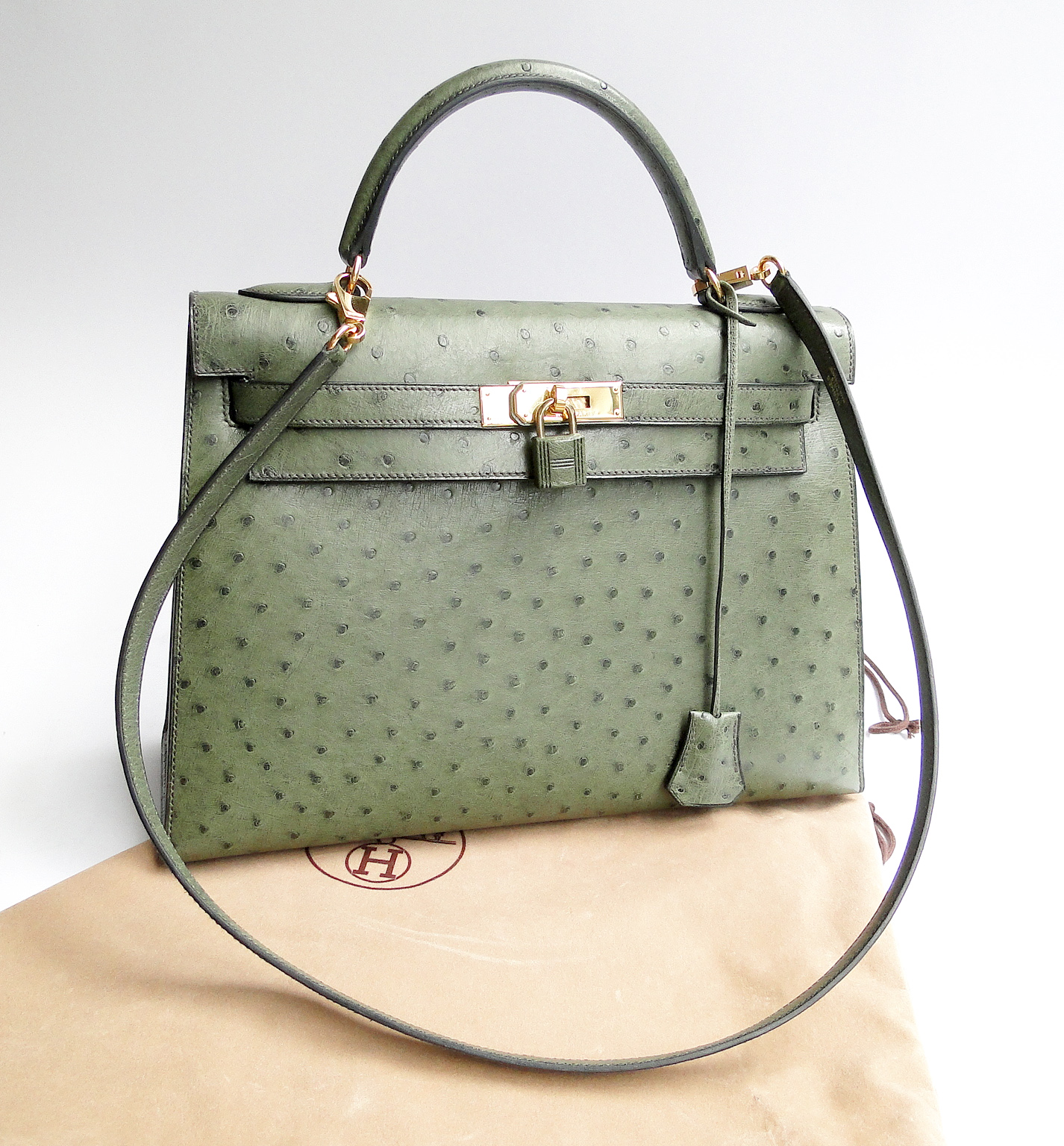
La Kelly bag

La Kelly Bag, en català bossa de Kelly (abans conegut com el Sac à Depeches) és una bossa de cuir dissenyat per l'empresa parisenca especialitzara en alta costura Hermès. La bossa fou redissenyada diverses vegades abans que fos popularitzat per l'actriu nord-americana i més endavant princesa Grace Kelly. La bossa va esdevenir tota una icona del sector de la moda, marcant un estatus social a les seves propietàries.